# ZAICO
株式会社ZAICO（かぶしきがいしゃザイコ）は、在庫管理を効率化・自動化するための、クラウド在庫管理システム「zaico」を提供するスタートアップ企業。
本社は山形県米沢市。

## 概要
クラウド在庫管理システムzaicoを主力製品として開発・提供している。2016年10月18日にfreee出身の代表取締役・田村 壽英(たむら としひで)により創設された。
クラウド在庫管理システムzaicoはもともと、創業者の実家で営む倉庫業で使うための社内在庫管理システムとして「誰でも・簡単に使える」をコンセプトに開発された。以来、「在庫管理をする人をなくす」ことを目指し、画像認識やIoTなどあらゆる技術を用いて在庫管理の省力化・完全自動化に取り組む。
在庫管理にとどまらず、存在目的を「モノの情報を集め、整え、提供し、社会の効率を良くする」こととしている。

## 創業者
- 株式会社ZAICO代表取締役　田村 壽英（たむら としひで）
  - 1983年山形県生まれ。東京工業大学大学院修了後、ITコンサルティング会社を経て、クラウド会計ソフトfreeeを開発するfreee株式会社に入社。2013年、家業の田村倉庫の経営を助けるため、freee株式会社で働きながら、通勤中にスマホ用の在庫管理アプリを開発。アプリを一般公開後、ユーザー数の増加に伴いfreeeを退社し、2016年10月に株式会社ZAICOを設立。

## 沿革
- 2016年 10月 株式会社ZAICO設立
- 2018年　3月 Incubation & Innovation Initiative主催「未来2018」で入賞し、賞金200万円を獲得[1]
- 2019年　3月 SUBASAアライアンス Finovation Challenge 2018-2019で地方創生賞と観客賞2位を獲得[2]
- 2019年   8月 格安RFID在庫管理「R-ZAICO」リリース
- 2020年　1月 理化学機器のリユースマケット「ZAI」リリース
- 2020年　1月 日本経済新聞社主催「スタ★アトピッチJapan」で「野村ホールディングス賞」「りそな銀行賞」受賞[3]
- 2020年　4月 zaico累積ユーザー数10万社突破
- 2020年　7月 在庫管理を自動化するIoT重量系「ZAICON」リリース
- 2022年　6月 ロゴデザイン刷新・サービス名称表記変更（ZAICO→zaico）
- 2023年 10月 画像認識でタッチレス在庫管理ができるアプリ「かざしてzaico」リリース
- 2023年 10月 スマホからQR付きラベル印刷ができる専用アプリ「プリントzaico」リリース
- 2024年 11月 Archetype Venturesより３億円を資金調達[4]